# 100 doezoe cash
100 doezoe cash is een lied van de Marokkaans-Nederlandse rapper Lijpe en de Nederlandse rappers Fatah en KA in samenwerking met de Nederlandse producer Trobi. Het werd in 2023 als single uitgebracht.

## Achtergrond
100 doezoe cash is geschreven door Rangel Silaev, Abdel Achahbar, Ayoub Chemlali, Bryan du Chatenier en Fatah en geproduceerd door Trobi. Het is een nummer dat past in het genre nederhop. In het lied rappen de artiesten over hun geld, waar ze het aan uitgeven en hoe ze het investeren. 
Het was de eerste keer dat de vier artiesten tegelijkertijd op een lied te horen zijn. Wel werd er al onderling samengewerkt. Lijpe en Fatah hebben samen meerdere hitsingles uitgebracht, waaronder Links of rechts, Maak om en Risk. Daarnaast werkten Lijpe en Fatah ook al samen met KA op het lied Levelen up. Lijpe had met KA ook nog onder andere Handrem en Hoop uitgebracht. Met Trobi was Lijpe te horen op Voor jou en Donkere dagen. Die twee herhaalden hun samenwerking op Freestyle.

## Hitnoteringen
De artiesten hadden succes met het lied in de hitlijsten van Nederland. Het piekte op de negentiende plaats van de Nederlandse Single Top 100 en stond zes weken in deze hitlijst. De Nederlandse Top 40 werd niet bereikt; het kwam hier tot de vijftiende plaats van de Tipparade.